# معادله ابعادی
دیمانسیون یا معادله ابعادی:
رابطه بین کمیتهای اصلی وکمیتهای فرعی را دیمانسیون یا معادله ابعادی گویند.
در سیستم S.I. هفت کمیت اصلی وجود دارد و برای هر کمیتی، دیمانسیون خاصی تعریف می‌شود.
طول (L)
جرم (m)
زمان (t)
دمای ترمودینامیکی (T)
مقدار ماده (mol)
شدت جریان الکتریکی (I)
شدت جریان روشنایی (Iv)